# The Lesson
Pour plus de détails, voir Fiche technique et Distribution.
The Lesson (titre original bulgare : Урок, Ourok) est un film coproduit entre la Bulgarie et la Grèce, réalisé en 2014 par Kristina Grozeva et Petar Valtchanov. Il a été présenté au 39e festival de Toronto dans la section Cinéma du monde contemporain et sélectionné à la 27e édition du festival Premiers Plans d'Angers, où l'actrice principale, Margita Gosheva, a reçu le prix d'interprétation féminine. 

## Synopsis
Alors qu’elle recherche un voleur parmi ses élèves, Nadejda, professeure d’anglais dans une petite ville bulgare, doit faire face à de lourdes difficultés financières qui menacent sa famille. Déterminée à faire face, elle tente par tous les moyens de collecter l’argent nécessaire avant qu’il ne soit trop tard. Comment faire lorsque les principes moraux ne sont plus en phase avec la réalité ?

## Fiche technique
- Titre : The Lesson
- Titre original : Урок (Ourok)
- Réalisation : Kristina Grozeva et Petar Valtchanov
- Scénario : Kristina Grozeva et Petar Valtchanov
- Photographie : Krum Rodriguez
- Son : Dobromir Hristoskov et Vesselin Zografov
- Montage : Petar Valtchanov
- Décors : Vanina Galeva
- Costumes : Kristina Tomova
- Producteurs : Magdelena Ilieva, Konstantina Stavrianou, Rena Vougioukalou, Kristina Grozeva, Petar Valtchanov
- Société de production : Abraxas Film, Graal Film, Little Wing
- Distribution : ZED
- Pays d'origine :  Bulgarie
- Genre : drame
- Langue originale : bulgare
- Durée : 105 minutes
- Dates de sorties : 
  - Canada : 4 septembre 2014 (Festival de Toronto)
  - France : 26 août 2015

## Distribution
- Margita Gosheva : Nadejda
- Ivan Barnev : Mladen
- Ivan Sassov : le père de Nadejda
- Ivanka Bratoeva : la belle-mère de Nadejda
- Stefan Denolioubov : le mafieux

## Réception critique
Le film reçoit une critique favorable aux États-Unis,,,. 
Il participe à de nombreux festivals mondiaux dans lesquels il concourt et remporte plusieurs récompenses.

## Sélections et principaux prix en festival
- Festival de Toronto
- Festival de San Sebastian : prix des nouveaux réalisateurs[7]
- Festival de Bergen
- Festival de Varsovie : 1-2 Competition Award[8]
- Festival de Tokyo : prix spécial du Jury[9]
- Festival de Thessalonique : Alexandre de bronze et meilleur scénario[10]
- Festival d'Angers : prix d'interprétation féminine[1]
- Festival de Rotterdam
- Festival de Göteborg : prix Ingmar Bergman des débuts internationaux[11]
- Festival de Portland
- Festival d'Istanbul